# الجيلاسي
الجيلاسي (باللاتينية: Gelasian)، وهي أول مرحلة من فترة البليستوسين، امتدت من 2.58 إلى 1.8 مليون سنة مضت، لمدة 0.78 مليون سنة تقريبا. تأتي هذه المرحلة بعد فقرة البياشنزي وقبل الكالابري في الترتيب الزمني. تميزت هذه المرحلة بوجود العديد من الطيور آكلة اللحوم التي لا تطير وانقراض العديد منها مثل طائر التيتانيس.

## التسمية
يعود مصطلح «الجيلاسي» (Gelasian) إلى مدينة «جيلا» في جزيرة صقلية الإيطالية.

## التعريف
تم إدخال مرحلة الجيلاسي في المقياس الزمني الجيولوجي في عام 1998. في عام 2009 نقلت من العصر البليوسيني إلى البليستوسيني بحيث يكون المقياس الزمني الجيولوجي أكثر اتساقا مع التغيرات الرئيسية في مناخ الأرض، والمحيطات، والكائنات الحية التي حدثت منذ 2.588 مليون سنة.
| العصر     | الفترة       | المرحلة     | أهم الأحداث | البداية (م.س.مضت) |
| --------- | ------------ | ----------- | --- | ----------------- |
| الرباعي   | الهولوسيني   | الميغالايي  | - أحداث جيولوجية:حدث 4.2 الف سنة. - أحداث حيوية :التوسع الشعوب الأسترونيزية، زيادة ثاني أكسيد الكربون الصناعي. | 0.0042            |
| الرباعي   | الهولوسيني   | النورثغريبي | - أحداث جيولوجية:حدث 8.2 الف سنة، المناخ الهولوسيني الأمثل. فيضانات مستوى سطح البحر في دوجرلاند وسوندالاند. الصحراء الكبرى تتحول إلى صحراء. - أحداث حيوية :نهاية العصر الحجري وبداية التاريخ المسجل. أخيرًا توسع البشر في أرخبيل القطب الشمالي وجرينلاند. | 0.0082            |
| الرباعي   | الهولوسيني   | الغرينلاندي | - أحداث جيولوجية: يستقر المناخ. - أحداث حيوية : يبدأ الانقراض الحالي بين جليديين والهولوسيني. بداية الزراعة. ينتشر البشر عبر الصحراء الكبرى الرطبة وشبه الجزيرة العربية، وأقصى الشمال، والأمريكيتين (البر الرئيسي ومنطقة الكاريبي).                      | 0.0117 ± 0.000099 |
| الرباعي   | البليستوسيني | المتأخر     | - أحداث جيولوجية: العصر الجليدي الإيمي، العصر الجليدي الأخير، مع نهاية درياس الأصغر. ثوران توبا. - أحداث حيوية :انقراض الحيوانات الضخمة في البلستوسيني (بما في ذلك آخر الطيور المرعبة). توسع البشر في أوقيانوسيا القريبة والأمريكيتين.                   | 0.129             |
| الرباعي   | البليستوسيني | التشيباني   | - أحداث جيولوجية:حدث انتقال منتصف البليستوسيني، دورات جليدية عالية السعة تبلغ 100 ألف سنة. - أحداث حيوية :ظهور الإنسان العاقل. | 0.774             |
| الرباعي   | البليستوسيني | الكالابري   | - أحداث جيولوجية:زيادة برودة المناخ. - أحداث حيوية :انقراض طيور الرعب العملاقة. انتشار الإنسان المنتصب في جميع أنحاء أفرو-أوراسيا. | 1.8               |
| الرباعي   | البليستوسيني | الجيلاسي    | - أحداث جيولوجية: بداية التجلّد الرباعي والمناخ غير مستقر. - أحداث حيوية : ظهور الحيوانات الضخمة البليستوسيني والإنسان الماهر. | 2.58              |
| النيوجيني | البليوسيني   | البياشنزي   | أقدم | أقدم              |

## المناخ
خلال العصر الجلاسي، بدأت الصفائح الجليدية في نصف الكرة الشمالي في النمو، والتي يُنظر إليها على أنها بداية العصر الجليدي الرباعي. العينات التي أخذت من أعماق البحار حددت ما يقارب من 40 مرحلة نظيرية بحرية (MIS 103 - MIS 64) خلال هذا العصر. وبالتالي ربما كانت هناك حوالي 20 دورة جليدية بكثافة متفاوتة خلال العصر الجيلاسي.